# دیمیتری کاواره
دیمیتری کاواره (فرانسوی: Dimitri Cavaré‎؛ زادهٔ ۵ فوریهٔ ۱۹۹۵) بازیکن فوتبال اهل فرانسه است.

## باشگاهی
از باشگاه‌هایی که در آن بازی کرده‌است می‌توان به باشگاه فوتبال سیون، باشگاه فوتبال بارنزلی، باشگاه فوتبال لانس و باشگاه فوتبال رن اشاره کرد.

## تیم ملی
وی همچنین در تیم‌های ملی فوتبال زیر ۲۰ سال فرانسه و تیم ملی فوتبال گوادلوپ بازی کرده‌است.